# Parker (Dakota del Sud)
Parker è un centro abitato (city) degli Stati Uniti d'America, situato nella contea di Turner nello Stato del Dakota del Sud, della quale è capoluogo. La popolazione era di 1,007 persone al censimento del 2016.

## Storia
Parker venne fondata nel 1879 come capoluogo di contea; fu incorporata come città nel 1883. Il nome Parker era il nome da nubile della moglie di un funzionario delle ferrovie.

## Geografia fisica
Parker è situata a 43°23′50″N 97°08′14″W (43.397152, -97.137297).
Secondo lo United States Census Bureau, ha un'area totale di 1,15 miglia quadrate (2,98 km²).

## Società

### Evoluzione demografica
Secondo il censimento del 2010, c'erano 1,022 persone.
Numero che si è abbassato a 1,007 nel 2016

### Etnie e minoranze straniere
Secondo il censimento del 2010, la composizione etnica della città era formata dal 95,6% di bianchi, lo 0,3% di afroamericani, lo 0,4% di nativi americani, lo 0,1% di asiatici, lo 0,2% di oceanici, e l'1,5% di due o più etnie. Ispanici o latinos di qualunque razza erano il 2,0% della popolazione.